# Orquesta Sinfónica de Ciudad Guayana
La Orquesta Sinfónica de Ciudad Guayana (OSCG)  Venezuela

## Historia
La Orquesta Sinfónica de Ciudad Guayana inicia en enero de 1997 en Puerto Ordaz, Estado Bolívar; conformada bajo la filosofía del Sistema de Orquestas Juveniles e Infantiles de Venezuela, integrada, a través de audiciones, por los más destacados ejecutantes, resultado del esfuerzo musical que se comenzó en 1992.
La OSCG  es una de las orquestas más jóvenes del país, habiendo participado en los más relevantes acontecimientos a nivel Regional, ha recorrido y realizado presentaciones en todos los Municipios del estado Bolívar, además de estar presente en conciertos en la ciudad de Caracas. 
- Inauguración de la Represa Hidroeléctrica Macagua II
- Inauguración de la Represa Hidroeléctrica Caruachi
- Inauguración del 2.º puente sobre el Río Orinoco "Orinokia"
- Inauguración del Centro Total de Entretenimiento Cachamay
- Inauguración de la Plaza Monumento CVG, entre otros.

Destaca la participación de solistas invitados a quienes ha acompañado: Carlos Duarte, Eduardo Manzanilla, Williams Molina, Edith Peña, Andrés Rivas, Enmanuel González, Gregman Rodríguez,

## Presentaciones destacadas
Ricardo Montaner, Serenata Guayanesa, Ensamble Gurrufío, Simón Díaz, Ballet Contemporáneo de Caracas, Huáscar Barradas, Cheo Feliciano, 
Así mismo se ha presentado en: La Sala José Felix Ribas del Teatro Teresa Carreño en Caracas, el Teatro Oriwakanoco de Tucupita, el salón del Hotel Turístico en Puerto La Cruz, en Ciudad Guayana el Estadio La Ceiba, Teatro Orinoco, Teatro de Piedra, Auditorium CVG Bauxilum, las Ruinas del Caroni, Teatro del Colegio Iberoamericano, Auditorium del Palacio Municipal, Concha Acústica, Sala de Arte Ternium Sidor, Ecomuseo del Caroní, Teatro Sidor; también en las Catedrales Metropolitana, de San Antonio, San Buenaventura, Los Alacranes, Nuestra Sra. de Belén y San Antonio de Padua. Además en centros comerciales, hospitales, plazas públicas, colegios y escuelas.

## Directores Invitados
- Inocente Carreño
- Aldemaro Romero
- Isabel Palacios
- Rodolfo Saglimbeni
- Igor Lara
- Cesar Iván Lara
- Luis Miguel González
- Carlos Salas Ballester
- Eliezer Sánchez
- Enmanuel González
- Gregman Rodríguez
- Jesús Uzcátegui
- Andrés Rivas
- Juan Carlos Rivas
- Luis Castro
- Valmore Nieves
- Dietrich Paredes
- María Victoria Sánchez
- Rayner López
- Jesús Briceño
- Ruth Marín,
- David Cubek